# Østsjællandske Jernbaneselskab
Østsjællandske Jernbaneselskab (ØSJS eller Østbanen) var et dansk jernbaneselskab. Selskabet betjente linjerne Køge-Hårlev/Rødvig/Faxe Ladeplads (Østbanen) og påbegyndte drift 1. juli 1879.
Østbanen var indtil 1. januar 2009 en del af Lokalbanen A/S og Hovedstadens Lokalbaner A/S, hvorefter banen fusioneredes med de øvrige privatbaner i Region Sjælland til Regionstog A/S. 1. juli 2015 indgik banen sammen med de andre baner under Regionstog og Lokalbanen i Lokaltog.